# RAD1
RAD1 (англ. RAD1 checkpoint DNA exonuclease) – білок, який кодується однойменним геном, розташованим у людей на короткому плечі 5-ї хромосоми. Довжина поліпептидного ланцюга білка становить 282 амінокислот, а молекулярна маса — 31 827.
| 10         |  | 20         |  | 30         |  | 40         |  | 50         |
| ---------- |  | ---------- |  | ---------- |  | ---------- |  | ---------- |
| MPLLTQQIQD |  | EDDQYSLVAS |  | LDNVRNLSTI |  | LKAIHFREHA |  | TCFATKNGIK |
| VTVENAKCVQ |  | ANAFIQAGIF |  | QEFKVQEESV |  | TFRINLTVLL |  | DCLSIFGSSP |
| MPGTLTALRM |  | CYQGYGYPLM |  | LFLEEGGVVT |  | VCKINTQEPE |  | ETLDFDFCST |
| NVINKIILQS |  | EGLREAFSEL |  | DMTSEVLQIT |  | MSPDKPYFRL |  | STFGNAGSSH |
| LDYPKDSDLM |  | EAFHCNQTQV |  | NRYKISLLKP |  | STKALVLSCK |  | VSIRTDNRGF |
| LSLQYMIRNE |  | DGQICFVEYY |  | CCPDEEVPES |  | ES         |  |            |

A: Аланін

C: Цистеїн

D: Аспарагінова кислота

E: Глутамінова кислота

F: Фенілаланін

G: Гліцин

H: Гістидин

I: Ізолейцин

K: Лізин

L: Лейцин

M: Метіонін

N: Аспарагін

P: Пролін

Q: Глутамін

R: Аргінін

S: Серин

T: Треонін

V: Валін

Кодований геном білок за функціями належить до гідролаз, екзонуклеаз, нуклеаз. 
Задіяний у таких біологічних процесах, як пошкодження ДНК, репарація ДНК, альтернативний сплайсинг, поліморфізм. 
Локалізований у ядрі.